# جاك وايت (لاعب كرة قاعدة)
جاك وايت (بالإنجليزية: Jack White)‏ هو لاعب كرة قاعدة أمريكي، ولد في 31 أغسطس 1905 في نيويورك في الولايات المتحدة، وتوفي في 19 يونيو 1971 في فلاشينغ ‏ في الولايات المتحدة.

## وصلات خارجية
- جاك وايت على موقعبيزبول رفرنس.كوم (الدوري الرئيسي) (الإنجليزية)
- جاك وايت على موقعبيزبول رفرنس.كوم (الدوري الثانوي) (الإنجليزية)